# Ólou tou kósmou i elpída
Chansons représentant la Grèce au Concours Eurovision de la chanson
I Anixi
(1991) Elláda, chóra tou fotós
(1993)
Ólou tou kósmou i elpída (en grec Όλου του Κόσμου η Ελπίδα, en français Espoir du monde entier) est la chanson représentant la Grèce au Concours Eurovision de la chanson 1992. Elle est interprétée par la chanteuse Cleopatra (el).

## Sélection
Pour la première fois depuis 1985, au lieu d'organiser une finale nationale avec plusieurs artistes, Ellinikí Radiofonía Tileórasi décide de sélectionner en interne à la fois la chanson et l'interprète. Elle choisit la chanteuse Cleopatra avec la chanson Ólou tou kósmou i elpída.
La chanson n'a pas fait l'unanimité dans le public à cause de son inspiration des pays d'Europe de l'Est. Le clarinettiste Vassilis Saleas, présent sur la scène à côté de Cleopatra, est d'origine rom.

## Eurovision
La chanson est la cinquième de la soirée, suivant Yaz bitti interprétée par Aylin Vatankoş pour la Turquie et précédant Monté la riviè interprétée par Kali pour la France.
À la fin des votes, la chanson obtient 94 points et finit à la cinquième place sur vingt-trois participants.

### Points attribués à la Grèce
| 12 points             | 10 points             | 8 points            | 7 points                        | 6 points |
| --------------------- | --------------------- | ------------------- | ------------------------------- | -------- |
| - Chypre - Italie     | - Suisse              | - Norvège - Turquie | - France - Israël - Yougoslavie |          |
| 5 points              | 4 points              | 3 points            | 2 points                        | 1 point  |
| - Finlande - Portugal | - Autriche - Pays-Bas | - Suède             | - Islande                       |          |